# Nazionale femminile di pallacanestro del Libano
La nazionale femminile di pallacanestro del Libano rappresenta il Libano nelle manifestazioni internazionali di pallacanestro ed è controllata dalla Federazione cestistica del Libano.

## Piazzamenti

### Campionati asiatici
- 2001 - 13º
- 2009 - 8º
- 2011 - 5º
- 2017 - 11º
- 2021 - 9º
- 2023 - 7º

### Giochi asiatici
- 2006 - 6°

## Formazioni

### Campionati asiatici
Campionato asiatico femminile di pallacanestro 20014 Eskidjian, 5 Nassar, 6 El-Bitar, 7 Haidar, 8 Ingirkochian, 9 Hamze, 10 Abou Jaouda, 11 Dandan, 12 Kantara, 13 Agop, 14 Moufarege, 15 Jokarian,        All. -
Campionato asiatico femminile di pallacanestro 20094 Reda, 5 Akl, 6 El Charif, 7 Anderson, 8 Sevajian, 9 Schoucair, 10 Alameddine, 11 Dandan, 12 Mamo, 13 Nasr, 14 Khalil, 15 Najem,        All. -
Campionato asiatico femminile di pallacanestro 20114 Fakhoury, 5 Akl, 6 Imad, 7 Gyokchian, 8 Bakhos, 9 Fares, 10 Alameddine, 11 Dandan, 12 Sevajian, 13 Nasr, 14 Khalil, 15 Denson,        All. Elie Nasr
Campionato asiatico femminile di pallacanestro 20173 El Harake, 5 Moukaddem, 6 El Charif, 8 Gyokchian, 9 Fares, 11 Akl, 12 Chammas, 13 Mokdad, 21 Maalouf, 23 Schoucair, 33 Bakhos,        All. Tigran Gyokchyan
Campionato asiatico femminile di pallacanestro 20215 Toros, 6 El Charif, 7 Gyokchian, 8 Fayad, 9 Fares, 11 Akl, 13 Mokdad, 15 Denson, 16 Zeinoun, 21 Maalouf, 23 Moukkadem, 24 Mansour, 33 Bakhos,        All. George Geagea
Campionato asiatico femminile di pallacanestro 20231 Elias, 6 El Charif, 7 Gyokchian, 8 Fayad, 9 Fares, 10 el-Husseini, 11 Akl, 13 Mokdad, 14 Baptiste, 23 Sevajian, 24 Mansour, 33 Bakhos,        All. George Geagea

### Giochi asiatici
Pallacanestro ai XV Giochi asiatici4 Eskidjian, 5 El-Charif, 6 El-Achkar, 7 El-Chalouhi, 8 Najem, 9 Schoucair, 10 Alameddine, 11 Dandan, 12 Mamo, 13 Nasr, 14 Khalil, 15 Tabakian,        All. -